# Ервін Талер
Ервін Талер  (нім. Erwin Thaler, 21 травня 1930) — австрійський бобслеїст, олімпійський медаліст.

## Виступи на Олімпіадах
| Олімпіада     | Дисципліна | Місце |
| ------------- | ---------- | ----- |
| Інсбрук 1964  | двійка     | 8     |
| Інсбрук 1964  | четвірка   | 2     |
| Гренобль 1968 | двійка     | 4     |
| Гренобль 1968 | четвірка   | 2     |